# Estakhr-e Posht
Estakhr-e Posht (persiska: اِستَخرِ پُشت, Esţalkh Posht, اسطلخ پشت, استخر پشت) är en ort i Iran.   Den ligger i provinsen Mazandaran, i den norra delen av landet, 200 km öster om huvudstaden Teheran. Estakhr-e Posht ligger 749 meter över havet och antalet invånare är 529.
Terrängen runt Estakhr-e Posht är kuperad. Runt Estakhr-e Posht är det ganska tätbefolkat, med 108 invånare per kvadratkilometer. Närmaste större samhälle är Valāmdeh, 17,9 km öster om Estakhr-e Posht. I omgivningarna runt Estakhr-e Posht växer i huvudsak blandskog.